# 出馬站
出馬站（日语：／ Izumma eki */?）是位於靜岡縣濱松市天龍區佐久間町浦川1997號，東海旅客鐵道（JR東海）的飯田線車站。
此站與鄰站浦川站的距離只有0.6公里，為飯田線內最短站間距離。上行1班普通列車通過此站。

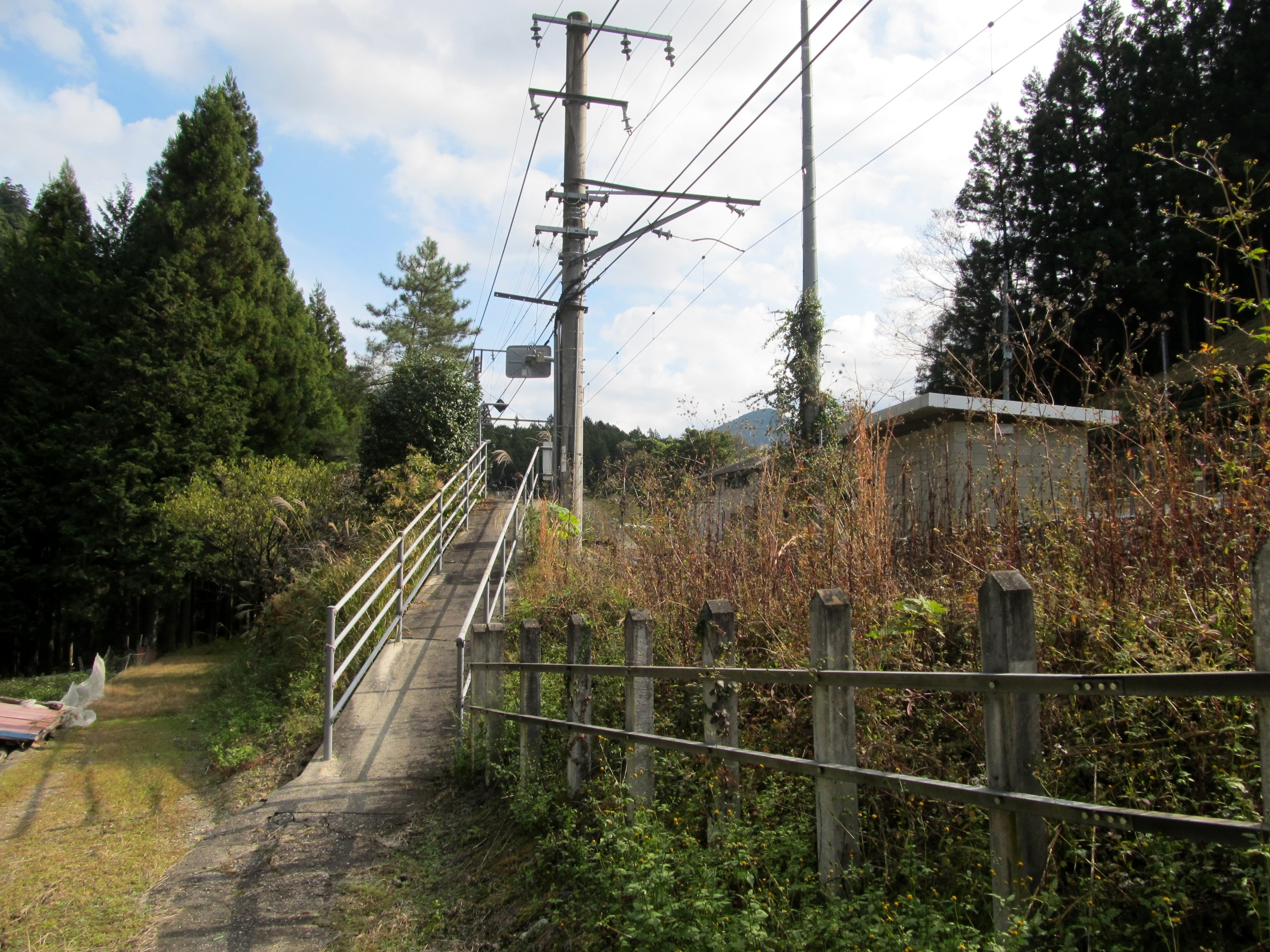
入口(2022年10月)

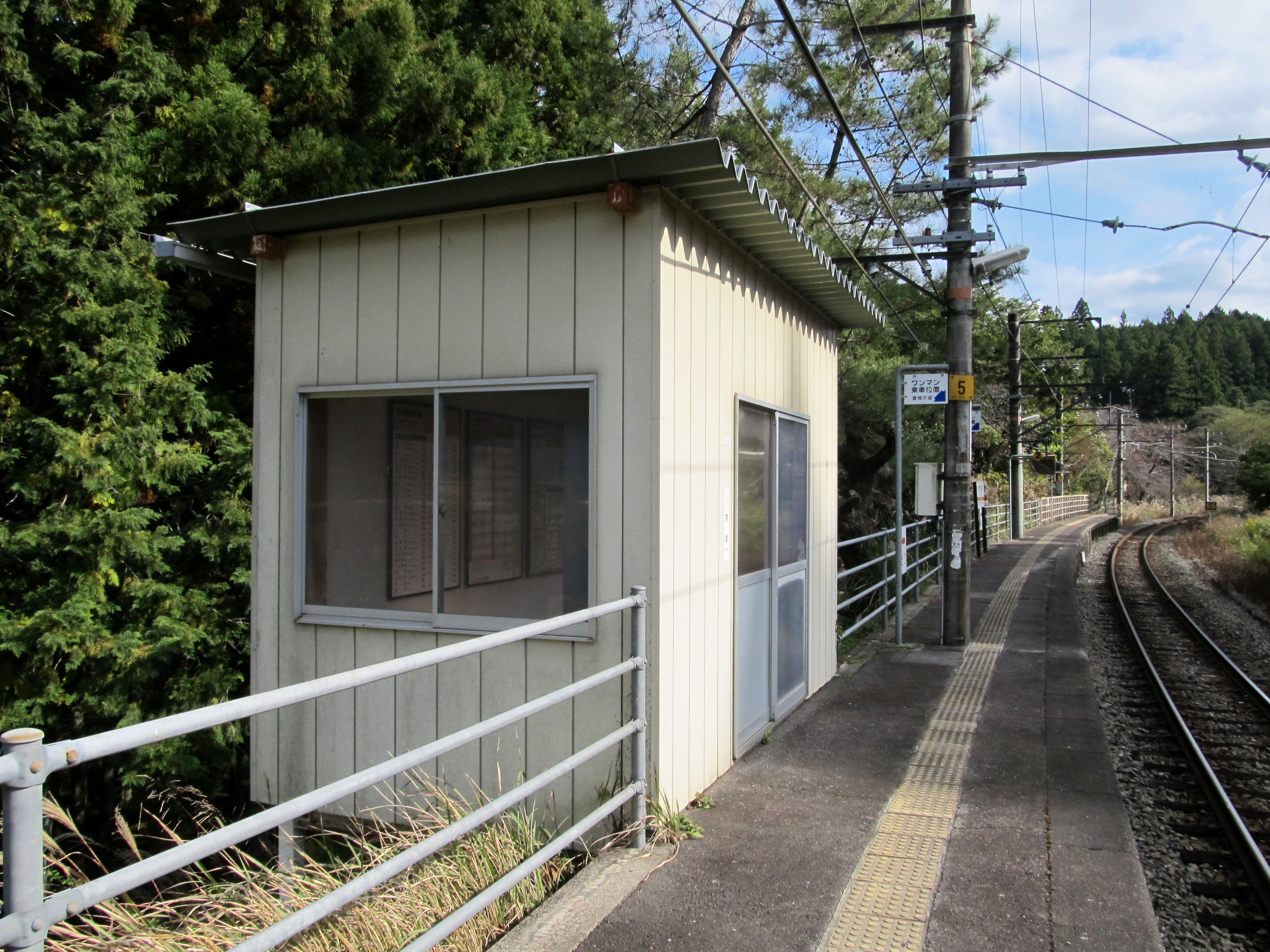
候車室(2022年10月)

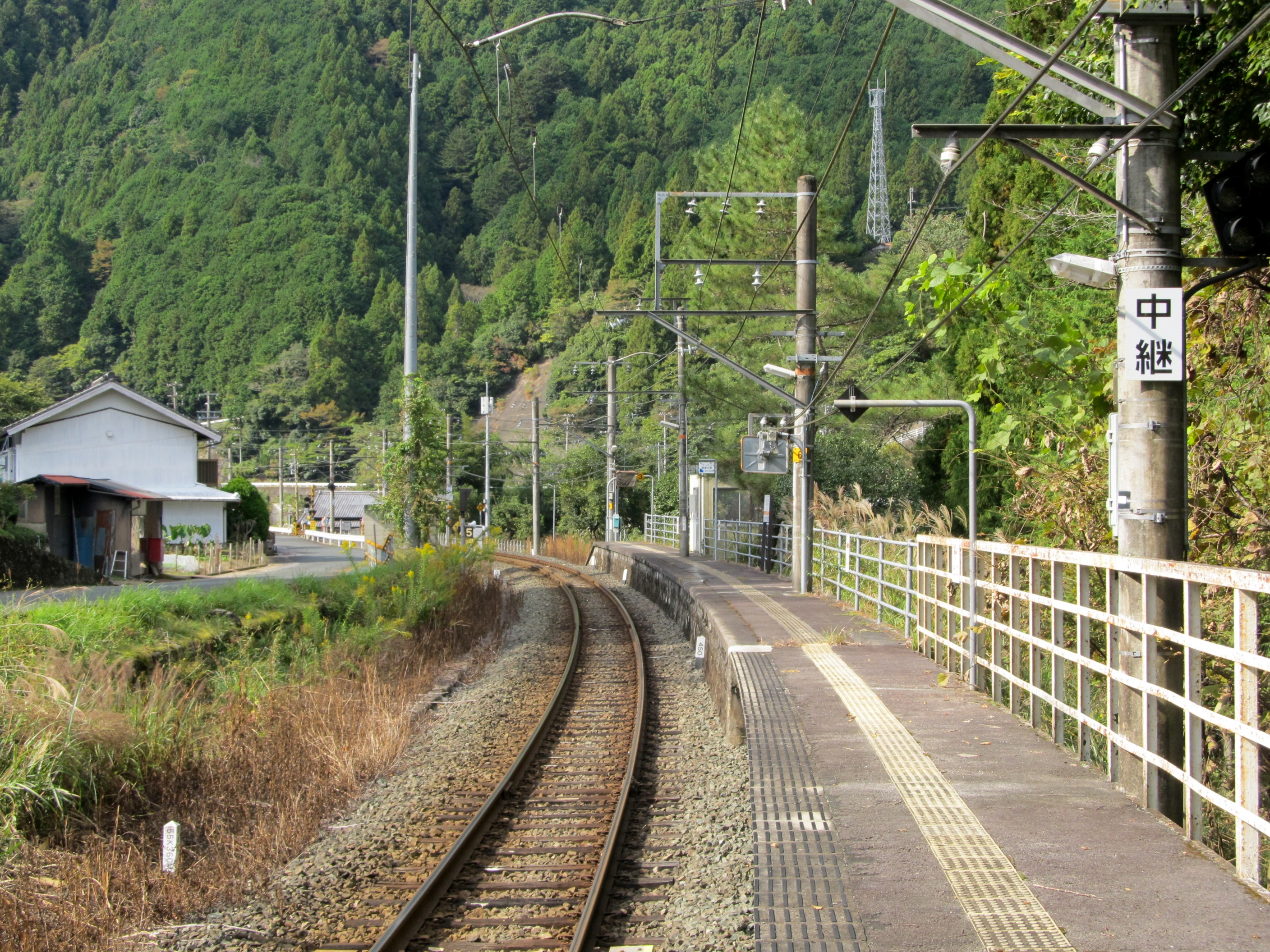
月台(2022年10月)

## 歷史
- 1934年（昭和9年）11月11日 - 三信鐵道（日语：三信鉄道）三信三輪（現時：東榮站）至佐久間（現時：中部天龍站）之間開通，此站啟用[1]。為旅客車站。
- 1943年（昭和18年）8月1日 - 三信鐵道被國有化，成為飯田線的一部分[1]。
  - 當時，此站只可來往東海道本線濱松至名古屋之間各站，飯田線各站和中央本線上諏訪至鹽尻之間各站和松本站的乘客使用。
- 1952年（昭和27年）12月2日 - 廢除旅客車站的限制。
- 1987年（昭和62年）4月1日 - 伴隨國鐵分割民營化，車站由東海旅客鐵道（JR東海）營運[1]。

## 車站構造
車站是一座地面車站，設有1面1線單式月台。此站由中部天龍站管理的無人車站。車站出入口直接連接月台。

## 使用狀況
根據「靜岡縣統計年鑑」和「濱松市統計書」，以下為1日平均乘車人次列表：
| 年度   | 1日平均 乘車人次 |
| ------ | ---------------- |
| 1993年 | 24               |
| 1994年 | 17               |
| 1995年 | 19               |
| 1996年 | 18               |
| 1997年 | 19               |
| 1998年 | 14               |
| 1999年 | 13               |
| 2000年 | 13               |
| 2001年 | 不明             |
| 2002年 | 不明             |
| 2003年 | 不明             |
| 2004年 | 不明             |
| 2005年 | 不明             |
| 2006年 | 10               |
| 2007年 | 10               |
| 2008年 | 8                |
| 2009年 | 6                |
| 2010年 | 6                |
| 2011年 | 5                |
| 2012年 | 6                |
| 2013年 | 5                |
| 2014年 | 5                |
| 2015年 | 3                |
| 2016年 | 3                |
| 2017年 | 2                |
| 2018年 | 2                |

## 車站周邊
- 相川
- 佐久間親睦巴士（日语：浜松市自主運行バス#佐久間ふれあいバス） 出馬站巴士站（只於星期二、五設有班次）

## 相鄰車站
東海旅客鐵道（JR東海）
 飯田線
■快速
通過
■普通（部行上行列車通過）
東榮－出馬－上市場

## 注腳
1. 1 2 3 4  曾根悟（監修）. 朝日新聞出版分冊百科編集部（編集） , 编. . 週刊 歴史でめぐる鉄道全路線 国鉄・JR (朝日新聞出版). 2009-07-26, (3): 15-17 （日语）.